# Christian Mwando Nsimba
Christian Mwando Nsimba Kabulo, né en république démocratique du Congo, est un homme politique du  Congo-Kinshasa. Président élu du parti politique l'union des nationalistes et fédéralistes (UNADEF), il est député national depuis 2011 et est ministre d’État et ministre du plan entre le 12 avril 2021 et le 28 décembre 2022.

## Biographie
En décembre 2022, Moïse Katumbi annonce sa candidature à l'élection présidentielle prévue pour 2023. Katumbi annonce aussi le départ de son parti, Ensemble pour la République, de l'Union sacrée, la coalition gouvernementale qui soutient le président Tshisekedi. Proche de Katumbi et membre de la coalition de ce dernier, Mwando Nsimba quitte le gouvernement Lukonde. En mars 2024, Christian Mwando est élue président du groupe Ensemble à l'assemblée nationale.